# Proxima (película)
Proxima (Próxima en España y Prometo volver en Hispanoamérica) es una película francesa estrenada en 2019, dirigida por la directora Alice Winocour.
La película está protagonizada por Eva Green, quien interpreta a Sarah, una ingeniera que intenta equilibrar su entrenamiento como astronauta para viajar por un año a la Estación Espacial Internacional con su vida de madre, junto a su hija de ocho años, Stella (Zélie Boulant). 
Todo se complica cuando su colega de viaje (Matt Dillon) subestima de manera constante sus capacidades como astronauta y Wendy (Sandra Hüller), una psicóloga que guía a Sarah y Stella, presiona indirectamente a la ingeniera con su rol de madre.
La película fue grabada en varias instalaciones reales, como la Agencia Espacial Europea, en Berlín y la Ciudad de las Estrellas en Rusia.

## Reparto
- Eva Green como Sarah.
- Zélie Boulant-Lemesle como Stella.
- Matt Dillon como Mike.
- Lars Eidinger como Thomas.
- Sandra Hüller como Wendy.
- Aleksey Fateev como Anton.

## Estreno
Proxima fue estrenada en la sección Platform del Festival Internacional de cine de Toronto y recibió una mención del jurado.

## Críticas
Las reseñas del sitio web Rotten Tomatoes calculó un índice de aprobación de 82%, y una media de 7.03/10 de 34 revisiones, con el consenso crítico que declara: "Proxima a veces lucha para comunicar sus temas, pero son intenciones dignas y un rendimiento central potente de Eva Green." El sitio web de reseñas Metacritic lo valoró con un puntaje de 75/100 con críticas mayormente favorables.

## Premios
* Fuente: Página de la película en IMDb. 
| Año  | Premio o festival                         | Categoría                          | Nominado       | Resultado |
| ---- | ----------------------------------------- | ---------------------------------- | -------------- | --------- |
| 2019 | Festival de San Sebastián                 | Concha de Oro                      | Alice Winocour | Nominada  |
| 2019 | Festival de San Sebastián                 | Premio especial del jurado         | Alice Winocour | Ganadora  |
| 2019 | Festival de San Sebastián                 | Premio Signis - Mención especial   | Alice Winocour | Ganadora  |
| 2019 | Festival Internacional de Cine de Toronto | Premio Platform - Mención especial | Alice Winocour | Ganadora  |
| 2020 | Premios César                             | Mejor actriz                       | Eva Green      | Nominada  |
| 2020 | Festival Internacional de Cine de Miami   | Premio Marimbas - Mejor película   | Alice Winocour | Nominada  |
| 2020 | Premios Lumières                          | Mejor actriz                       | Eva Green      | Nominada  |
| 2020 | Festival Internacional de Göteborg        | Premio Dragon Internacional        | Alice Winocour | Nominada  |
| 2020 | Premio Alice Guy                          | Mejor película                     | Alice Winocour | Nominada  |